# Marc Nicolas Louis Pécheux
Marc Nicolas Louis Pécheux, né le 28 janvier 1769 à Bucilly dans l'Aisne et mort le 1er novembre 1831 à Paris, est un général français de la Révolution et de l’Empire.

## Biographie

### Du capitaine au colonel
Il entre en service le 17 août 1792 comme capitaine de grenadiers dans le 4e bataillon de volontaires de l'Aisne, qui sera amalgamé dans la 41e demi-brigade de deuxième formation en 1797. En 1792 il sert à l'armée du Nord sous les ordres de Dumouriez, et il y mérite le grade de chef de bataillon le 8 septembre. Employé de 1793 à l'an VI, aux armées des Ardennes, de Sambre-et-Meuse et de l'intérieur, il passe à celle d'Italie, à laquelle il reste attaché de l'an VII à l'an IX. Joubert, Moreau, Championnet, Brune, ont plusieurs fois l'occasion de recommander au gouvernement la brillante conduite de cet officier supérieur, conduite qui lui mérite, le 21 fructidor an VII, le brevet de chef de brigade. Après les campagnes des ans X, XI et XII dans la Ligurie, aux armées gallo-batave et de Hanovre, il est envoyé au camp de Boulogne. C'est là qu'il reçoit le 19 frimaire an XII la décoration de la Légion d'honneur et celle d'officier du même ordre le 25 prairial suivant.

### Sous l'Empire
Peu de temps après, l'Empereur le nomme membre du collège électoral du département de l'Aisne. Il a pris, le 11 fructidor an XI, le commandement de la 95e demi-brigade d'infanterie, à la tête de laquelle il se signale à la bataille d'Austerlitz. Pendant cette bataille, il cause une grande perte à la cavalerie de la Garde russe, qui ne peut entamer ses carrés. Il déploie la même valeur et les mêmes talents en Prusse et en Pologne en 1806 et 1807, aux batailles de Scheitz, d'Iéna, à de Halle, où il culbute la réserve du prince de Wurtemberg, à la prise de Lubeck, au combat de Spandau et à la bataille de Friedland, où son régiment fait partie de la réserve.
Envoyé en Espagne en 1808, il se distingue dès le début de la campagne à la bataille d'Espinosa le 11 novembre 1808. Ce fait d'armes dans lequel se distingue le 95e régiment lui mérite le 24 novembre la croix de commandeur de la Légion d'honneur et le titre de baron de l'Empire. Pécheux se trouve encore à Tudela, à la prise de Madrid, à Velei en janvier 1809, à Almaraz le 18 mars suivant et à Medellín le 28 du même mois ; dans cette dernière bataille, il concourt à la défaite des Espagnols et se fait remarquer aux journées de Talavera, Cuenca et d'Ocaña ; enfin, les services qu'il rend au siège de Cadix lui font obtenir les épaulettes de général de brigade le 23 juin 1810. Peu de temps après il prend le commandement de la ville de Xérès, qu'il ne quitte qu'à la fin de 1811, pour se rendre au siège de Tarifa. Immédiatement après la reddition de cette place, le général en chef met sous ses ordres les troupes de l'aile gauche, avec mission de reprendre le siège de Cadix. Pendant la retraite de l'armée du duc de Dalmatie de l'Andalousie, et la poursuite de Wellington, le maréchal lui confie la direction de l'avant-garde, avec laquelle il met en déroute, à la bataille de Samunos de la Huebra, l'arrière-garde ennemie.
Nommé général de division le 30 mai 1813, il est mis le 9 août suivant à la disposition du maréchal Davout, commandant le 13e corps à Hambourg. En septembre 1813, il quitte cette ville pour se porter sur Magdebourg avec sa division forte de 8 000 hommes, dans le dessein de chasser les Prussiens des positions qu'ils occupent aux environs de la place. Le général comte Wallmoden, instruit de son projet par des lettres interceptées, dérobe aux Français le nombre de ses troupes et les attaque presque à l'improviste avec des forces supérieures. Obligé de battre en retraite à la bataille de la Göhrde, il opère ce mouvement rétrograde avec le plus grand ordre, et en disputant pied à pied le terrain à l'ennemi ; il perd dans cette retraite tous ses équipages et deux de ses aides de camp sont faits prisonniers. Encerclé dans Magdebourg à la fin de 1813, il s'y maintient pendant toute la durée de la campagne suivante et rend cette place lorsqu'il a connaissance des événements politiques qui se passent en France. Chevalier de Saint-Louis le 20 août 1814, il reçoit, le 31 mars 1815, le commandement d'une division du 4e corps à l'armée du Nord, et après le licenciement de l'armée impériale, il est mis en non-activité.

### Au service du roi
En 1818 le roi l'appelle au commandement de la 12e division militaire. Inspecteur général d'infanterie en 1820, il est désigné le 20 avril de cette année pour être employé dans la 16e division territoriale, et le 4 novembre suivant, le ministre de la Guerre le charge de la conversion des légions départementales en régiments. Il est en disponibilité depuis le mois de janvier 1821 lorsque le maréchal Victor, ministre de la Guerre, lui confie en 1823 le commandement de la 12e division du 5e corps de l'armée d'Espagne, sous les ordres du général Lauriston. Remis en disponibilité le 8 janvier 1824, il est promu grand officier de la Légion d'honneur le 23 mai 1825 et placé dans le cadre d'activité par ordonnance du 7 février 1831. Le général Pécheux meurt à Paris le 1er novembre 1831. Son nom est inscrit sur l'arc de triomphe de l'Étoile, côté Ouest.

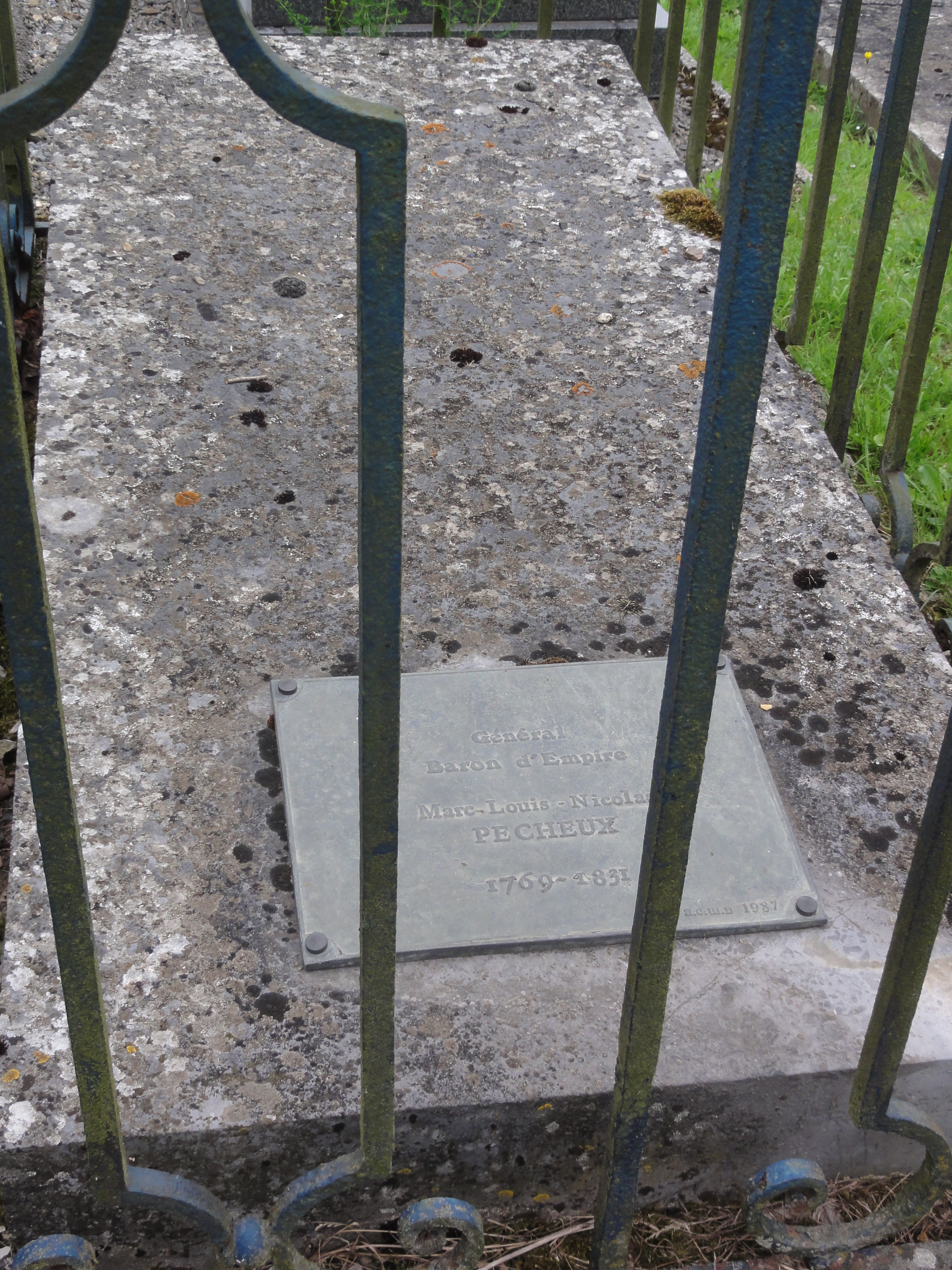
Tombe du général Pécheux à Bucilly.

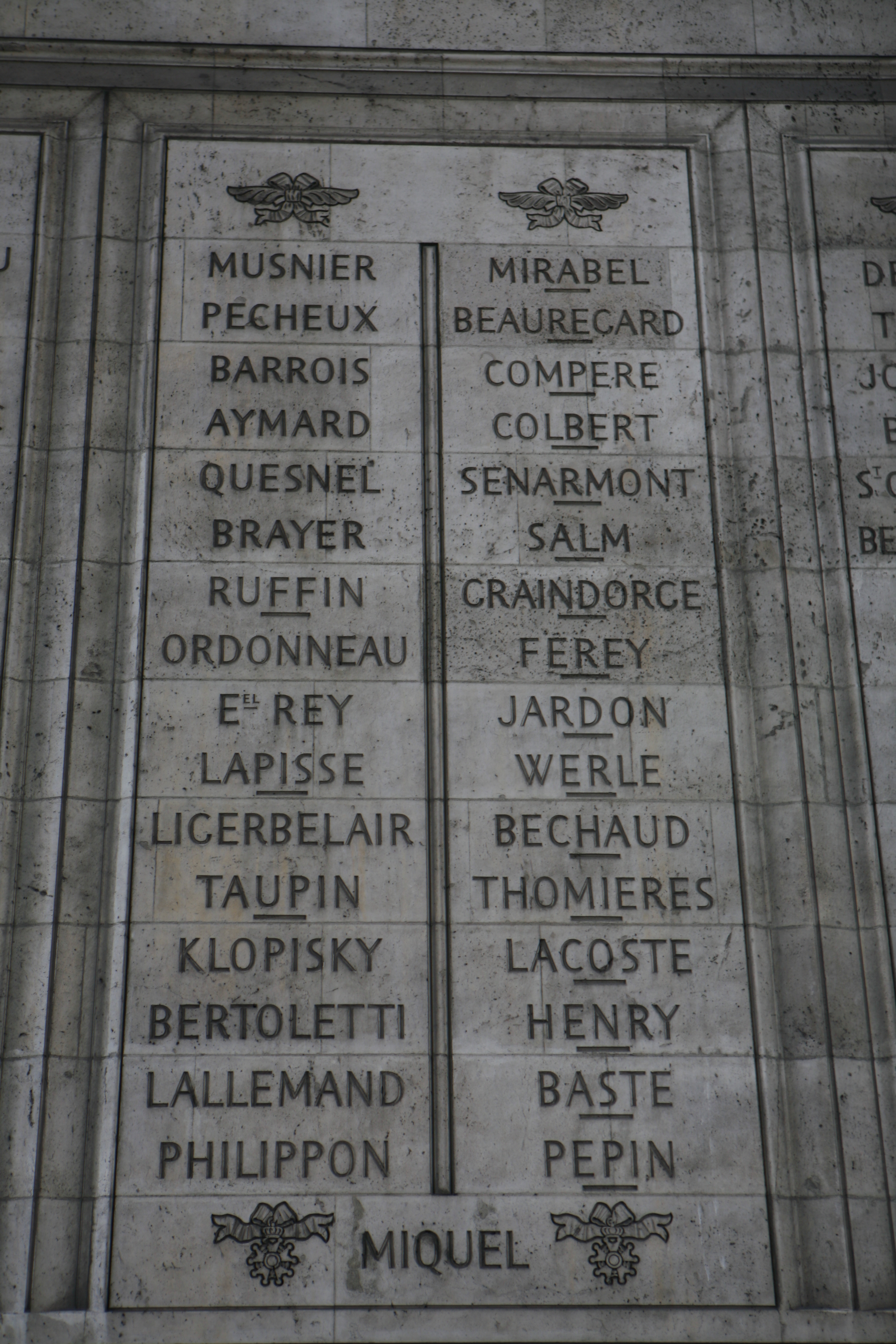
Noms gravés sous l'arc de triomphe de l'Étoile : pilier Ouest, 37e et.

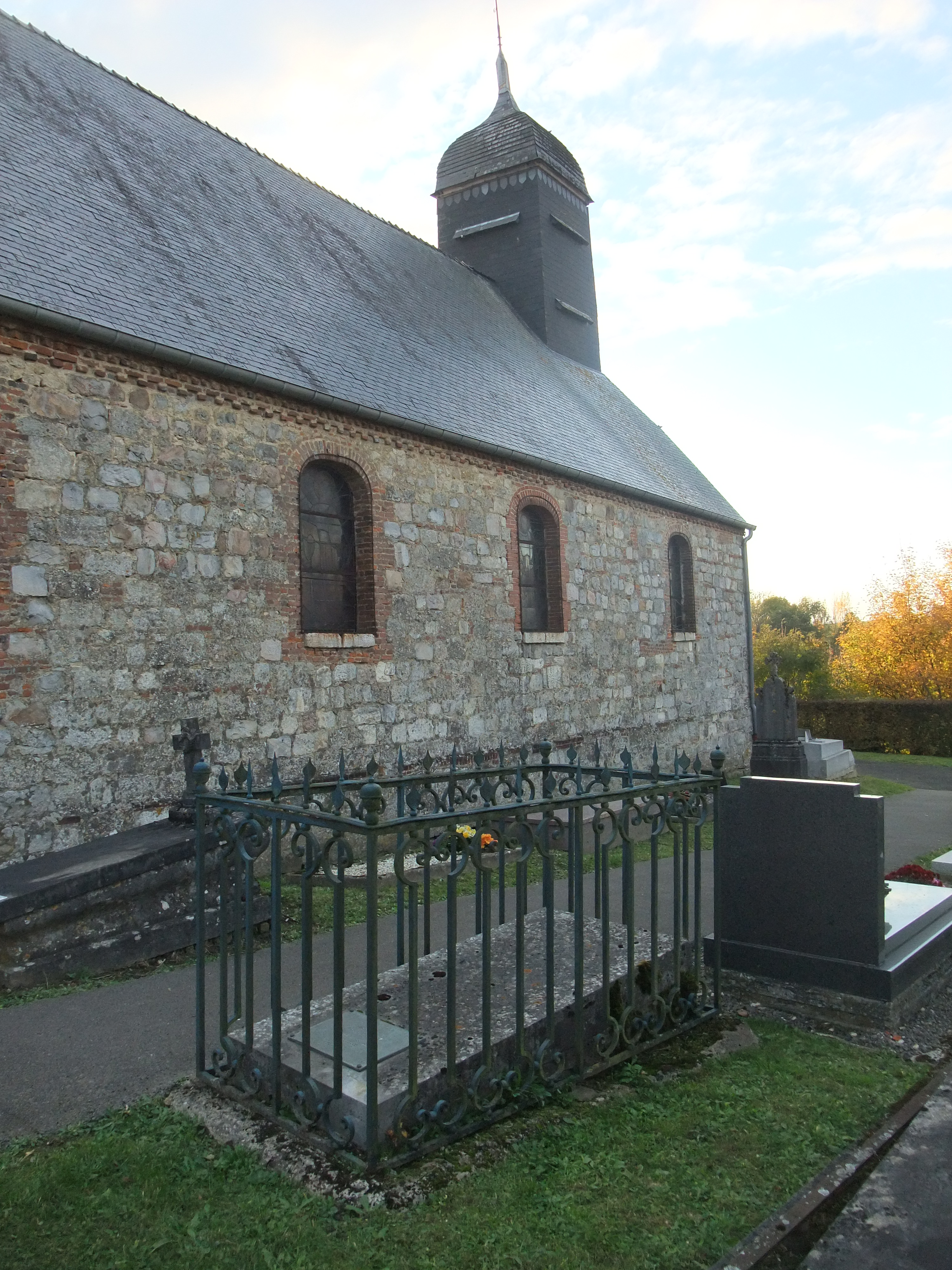
Tombe du Général Pécheux à côté de l'église de Bucilly.